# Grażyna Rabsztyn
Grażyna Józefa Rabsztyn (Breslavia, Polonia, 20 de septiembre de 1952) es una atleta polaca retirada especializada en la prueba de 60 m vallas, en la que consiguió ser campeona europea en pista cubierta en 1975.

## Carrera deportiva
En el Campeonato Europeo de Atletismo en Pista Cubierta de 1975 ganó la medalla de oro en los 60 m vallas, con un tiempo de 8.04 segundos, por delante de la alemana Annelie Ehrhardt y la soviética Tatyana Anisimova (bronce con 8.21 segundos).
Cinco años después, en el Campeonato Europeo de Atletismo en Pista Cubierta de 1980 ganó la medalla de plata en los 60 m vallas, con un tiempo de 7.89 segundos, tras su paisana polaca Zofia Bielczyk  que batió el récord del mundo con 7.77 segundos, y por delante de la soviética Natalya Lebedeva (bronce con 8.04 segundos).